# Farchant
Farchant es un municipio situado en el distrito de Garmisch-Partenkirchen, en el estado federado de Baviera (Alemania), con una población a finales de 2016 de unos 3638 habitantes.
Se encuentra ubicado al sur del estado, en la región de Alta Baviera, a poca distancia de la frontera con Austria.